# 贺克斌
贺克斌（1962年8月—），四川成都人，中国大气污染防治专家。长期从事大气污染控制理论与技术方面的研究和教学工作，现任清华大学环境学院院长、长江学者特聘教授，是国家自然科学基金委杰出青年基金获得者。1985年、1987年和1990年在清华大学分别获得环境工程学士、硕士和博士学位。2015年12月当选为中国工程院院士。

## 头衔
- 国家环境保护大气复合污染来源与控制重点实验室主任
- “多介质复合污染与控制化学”创新群体带头人
- “区域复合大气污染与控制”创新团队带头人